# ميشيل غيروكس
ميشيل غيروكس هي ممثلة كندية، ولدت في 1975.

## وصلات خارجية
- ميشيل غيروكس على موقع IMDb (الإنجليزية)
- ميشيل غيروكس على موقع قاعدة بيانات الفيلم (الإنجليزية)